# Jannu
Jannu è un'importante montagna posta a occidente del Kangchenjunga, la 32 esima vetta più alta del mondo. Si tratta di un imponente picco verticale che si eleva a 7.710 metri sul livello del mare e che presenta numerose vie di alpinismo impegnative.
Il nome ufficiale di questa montagna è Kumbhakarna, ma il nome Jannu è ancora il più conosciuto. Il Jannu è anche chiamato Phoktanglungma in lingua nativa Limbu ed è sacra per la religione Kirant.

## Posizione
Il Jannu è la vetta più alta della Sezione Kumbhakarna del Kangchenjunga Himal a cavallo del confine tra il Nepal e il Sikkim. Il Jannu è comunque interamente nel Nepal e un lungo crinale lo collega al Kangchenjunga ad est.
Jannu è la trentaduesima montagna più alta del mondo e si tratta di una delle vette più difficili del mondo in termini di difficoltà tecnica a causa di una struttura complessa e della grande prominenza con cui si innalza dal territorio circostante.

## Alpinismo
La prima ricognizione sulla montagna avvenne nel 1957 da parte di Guido Magnone, e il primo tentativo di scalata risale al 1959 ad opera di un team francese guidato da Jean Franco. La cima venne conquistata nel 1962 con un team guidato dall'alpinista francese Lionel Terray. La cima venne raggiunta da Robert Paragot, Paul Keller, René Desmaison, e Sherpa Gyalzen Mitchu il 28 aprile e da Jean Ravier, Lionel Terray, e Sherpa Wangdi il 29 aprile.

## Galleria d'immagini

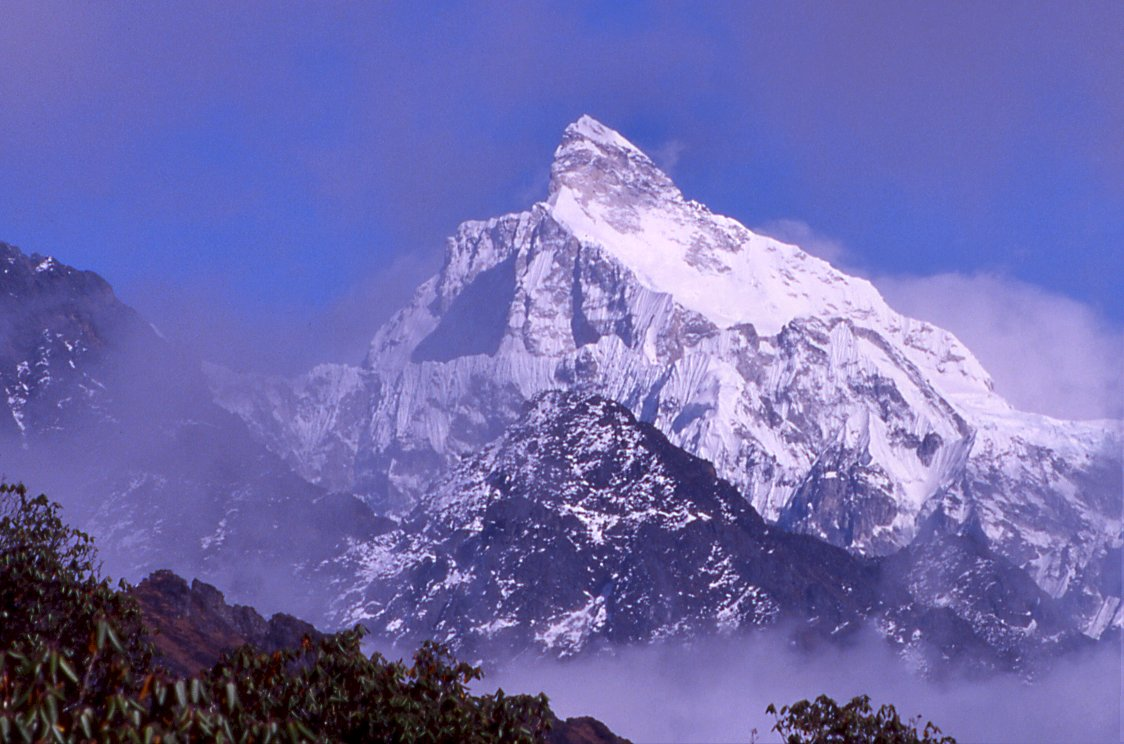
Il Jannu visto da Ovest, nelle passo tra Olung e Gyabla.
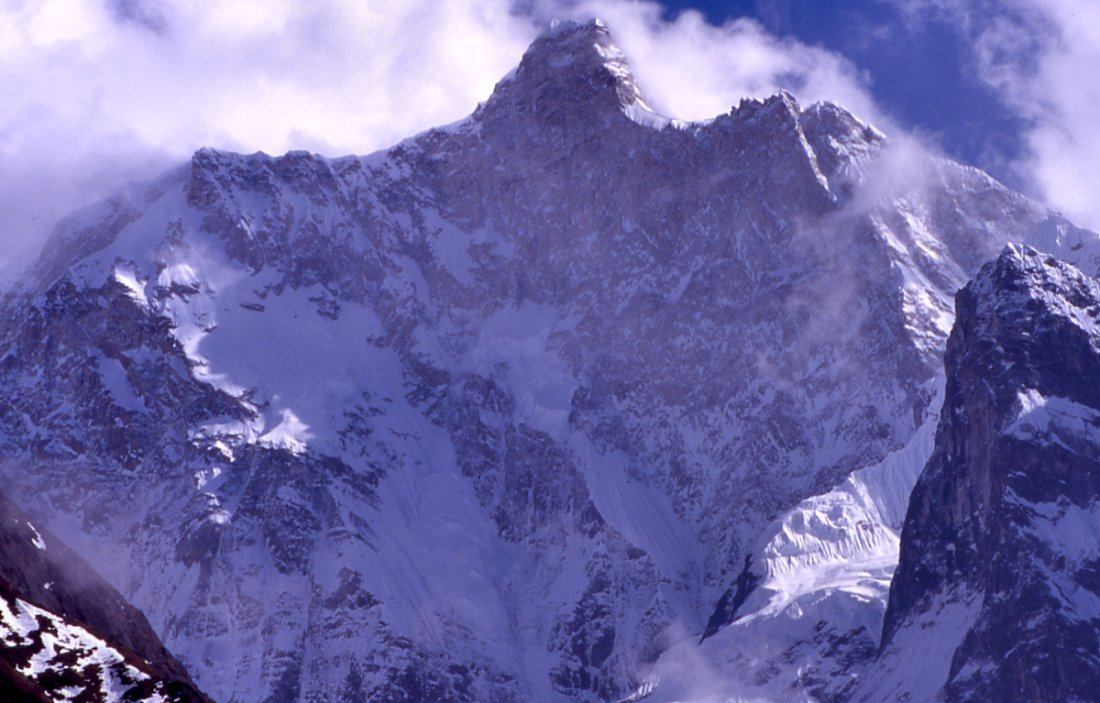
La parete Nord del Jannu.
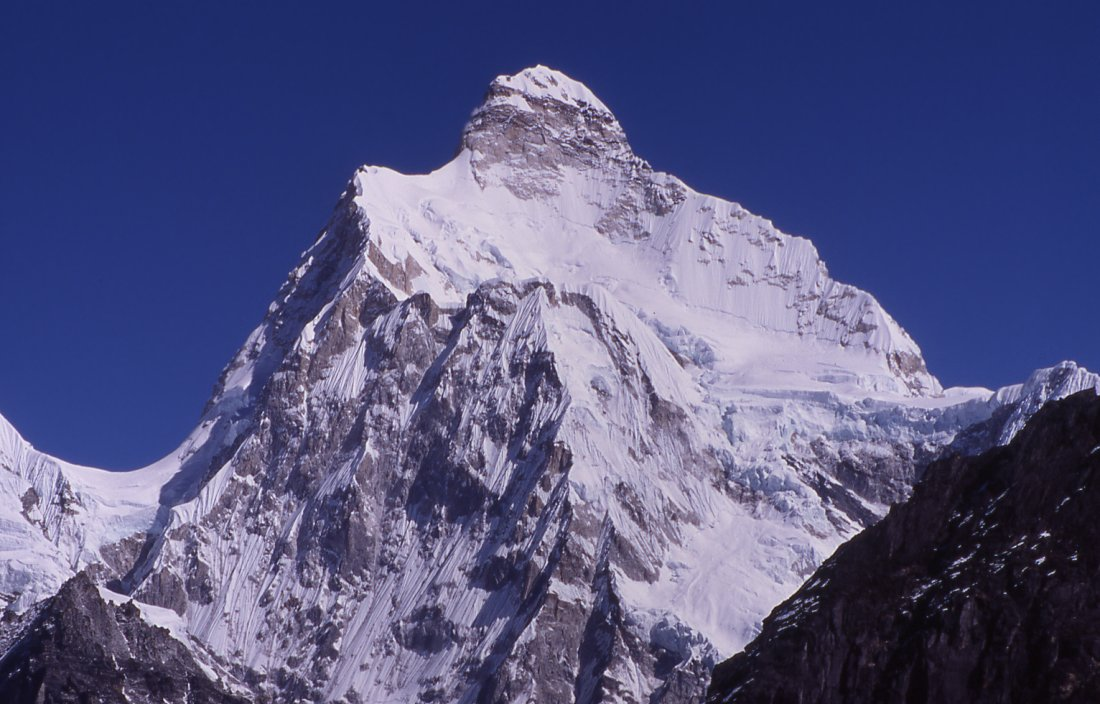
Il Jannu visto da Sud.